# American Society of Naturalists
L’American Society of Naturalists fu fondata nel 1883 ed è una delle più antiche società professionali dedicate alle scienze biologiche in Nord America. Lo scopo della società è "far progredire e diffondere la conoscenza dell'evoluzione biologica e altri ampi principi biologici in modo da rafforzare l'unificazione concettuale delle scienze biologiche."
Fondata nel Massachusetts, con Alpheus Spring Packard Jr. come suo primo presidente, fu chiamata Society of Naturalists of the Eastern United States fino al 1886.
La società pubblica la rivista scientifica, The American Naturalist, e tiene una riunione annuale con un programma scientifico di convegni e pubblicazioni scientifiche. Essa conferisce anche una serie di premi per le scoperte nel campo della biologia evolutiva e dell'ecologia, tra cui il Sewall Wright Award (così chiamato in onore di Sewall Wright) per i ricercatori anziani che danno "contributi fondamentali ... per l'unificazione concettuale delle scienze biologiche", il premio E. O. Wilson per "contributi significativi" dati da naturalisti a metà carriera, il Jasper Loftus-Hills Young Investigators Award a promettenti scienziati all'inizio della loro carriera, e anche il Ruth Patrick Student Poster Award.